# File binder
File binder (od ang. bind „łączyć”) – rodzaj programu komputerowego, służący do łączenia dwóch różnych plików. Najczęściej jest wykorzystywany do maskowania trojanów, poprzez łączenie ich z innymi dowolnie wybranymi plikami. 
Ofiara uruchamiając plik, uruchamia trojana i program maskujący, którym może być dowolny plik wykonywalny.